# Дашевский, Юрий Владимирович
Юрий Владимирович Дашевский (18 сентября 1921 — 28 августа 1987, Москва, СССР) — советский хозяйственный, государственный и политический деятель. Член ВКП(б).

## Биография
Родился 18 сентября 1921 года в городе Кобеляки, Полтавской области, Украинской ССР.
В 1928 году пошел в школу и принят в 2 класс, так как программа 1 класса была освоена. В 1937 году поступил в Днепропетровский институт инженеров железнодорожного транспорта. С началом Великой Отечественной войны эвакуирован в город Ташкент, Узбекской ССР. В 1942 году окончил Ташкентский институт инженеров железнодорожного транспорта.
- 1942—1945 — работал в г. Термезе, затем в г. Душанбе машинистом поезда, занимался доставкой грузов на фронт, неоднократно состав грузового поезда подвергался бомбардировкам немецкой авиации;

- 1945—1946 — начальник депо г. Карши, Кашка-Дарьинской обл., Узбекской ССР;

- 1946—1948 — обучение по повышению квалификации руководящих работников железнодорожного транспорта в г. Москве;

- 1948—1953 — заместитель начальника Ашхабадской железной дороги;
- 1953—1954 — начальник отделения железной дороги ст. Фаянсовая, г. Киров, Калужской обл.;
- 1954-1958 — директор Фоминичской машинно-тракторной станции Кировского района, Калужской обл.;
- 1958-1960 — обучение в Высшей партийной школе при ЦК КПСС г. Москвы;
- 1960-1961 — секретарь Калужского обкома КПСС;
- 1961-1962 — председатель Исполнительного комитета Калужского областного Совета;
- 1962-1964 — председатель Исполнительного комитета Калужского промышленного областного Совета
- 1964—1971 — на руководящих должностях в Министерстве внешней торговли СССР;
- 1971-1974 — торговый представитель СССР в Южной Корее;
- 1974—1980 — начальник Государственной инспекции Министерства внешней торговли СССР;.[1]
- 1980—1986 — торговый представитель СССР в Австралии.
- 1963-1967 — депутат Верховного Совета РСФСР 6-го созыва;[2]
- Умер 28 августа 1987 года. Похоронен на Кунцевском кладбище г. Москвы.

## Семья
- Отец — (?-1930), дворянского происхождения.
- Мать — (1890—1945), крестьянка.
- Брат — Александр (1906-?), по образованию строитель. Работал начальником строительного треста в Хмельницкой обл., Украинской ССР. В 1937 году по доносу арестован. Приговорен к 10 годам лишения свободы, срок отбывал в Соликамске. Реабилитирован.
- Брат — Константин (1915—1979), по образованию учитель. Работал учителем, директором школы в г. Горловка, Донецкой обл., Украинской ССР.
- Жена — Николенко Екатерина Ивановна (1916—2011), родилась в г. Термез, Сурхан-Дарьинской обл., Узбекской ССР. Окончила Ташкентский ИИТ. Трудовую деятельность посвятила работе на железной дороге.
- Дочь — Нина (род. 1943), родилась в г. Термез, Сурхан-Дарьинской обл., Узбекской ССР. В 1966 году окончила Московский ИИТ. Трудовую деятельность посвятила работе на железной дороге на должностях инженера, старшего инженера.
- Дочь — Татьяна (1945—2016), родилась в г. Карши, Кашка-Дарьинской обл., Узбекской ССР. В 1970 году окончила 1-й Московский медицинский институт. 1970—2000 — врач отоларинголог, начальник рентгенологического отделения поликлиники Военной Краснознаменной академии химической защиты.
- Сын — Владимир (1953—2014), родился ст. Фаянсовая, г. Киров, Калужской обл. В 1975 году окончил Ленинградский ИИТ, в 1981 году окончил Всесоюзную академию внешней торговли СССР. 1975—1978 — бригадир в депо г. Москвы. С 1981 года работал в Министерстве иностранных дел СССР.

## Награды
- Орден «Дружбы народов»
- Орден «Знак Почёта»
- Медаль «За трудовую доблесть»
- Юбилейная медаль «За доблестный труд в ознаменование 100-летия со дня рождения В. И. Ленина»
- Медаль «За доблестный труд в Великой Отечественной войне 1941—1945 гг.»
- Медаль «Ветеран труда»
- Юбилейная медаль «Двадцать лет Победы в Великой Отечественной войне 1941—1945 гг.»
- Юбилейная медаль «Тридцать лет Победы в Великой Отечественной войне 1941—1945 гг.»
- Почётный знак «Знак отличия Министерства внешней торговли СССР»
- Знак «Отличник качества Министерства машиностроения СССР»
- Отличник Госинспекции Министерства внешней торговли СССР